# Tonpa Shenrab Miwoche

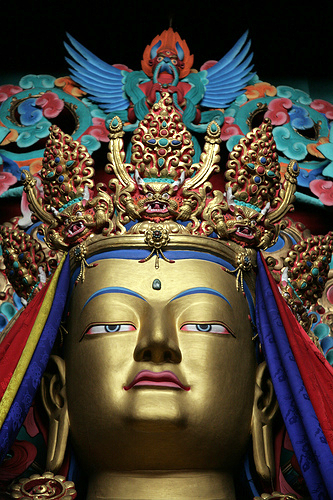
Tonpa Shenrab

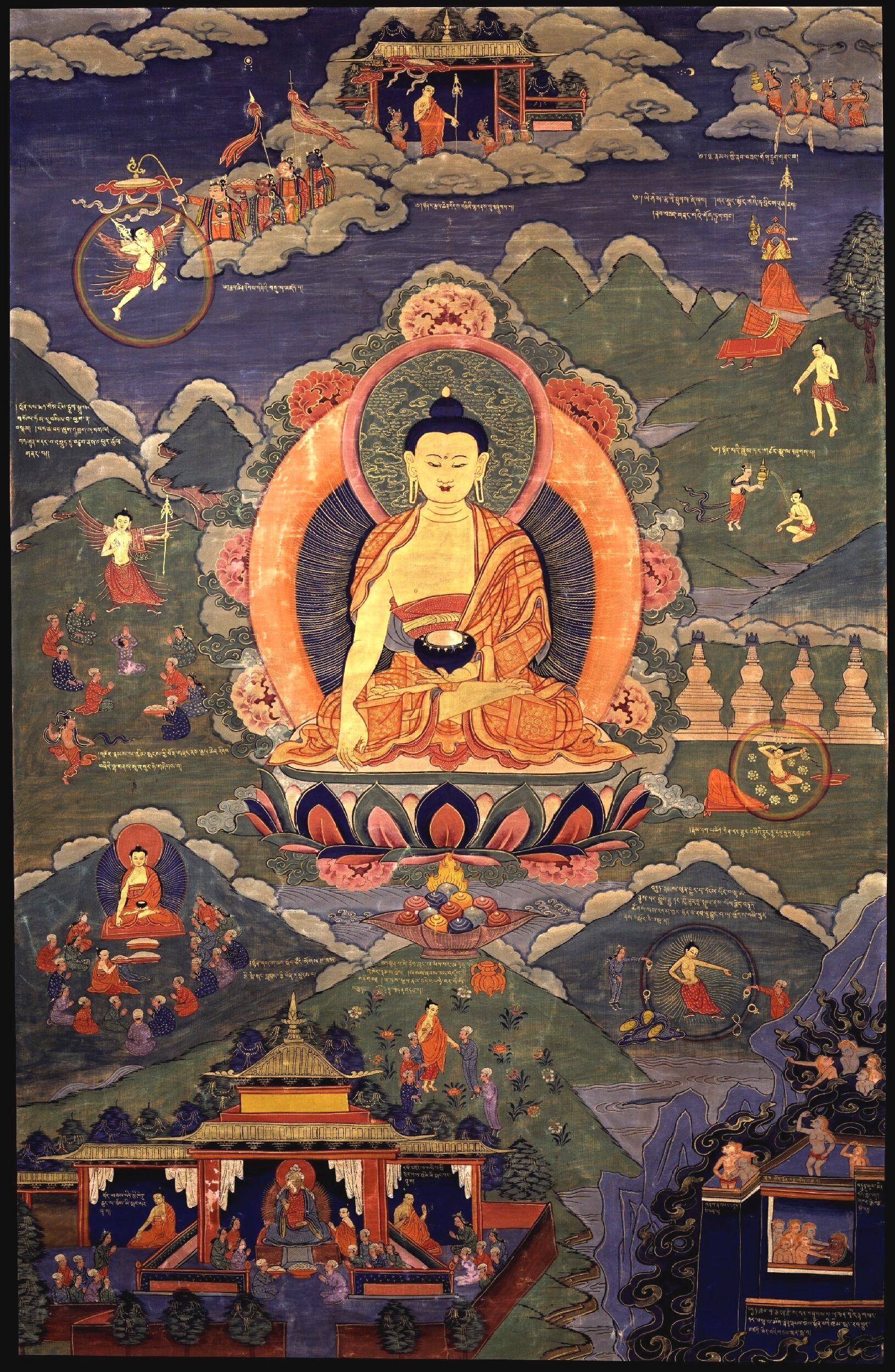
Tonpa Shenrabs livshistoria, målning från 1800-talet, utställd vid Rubin Museum of Art

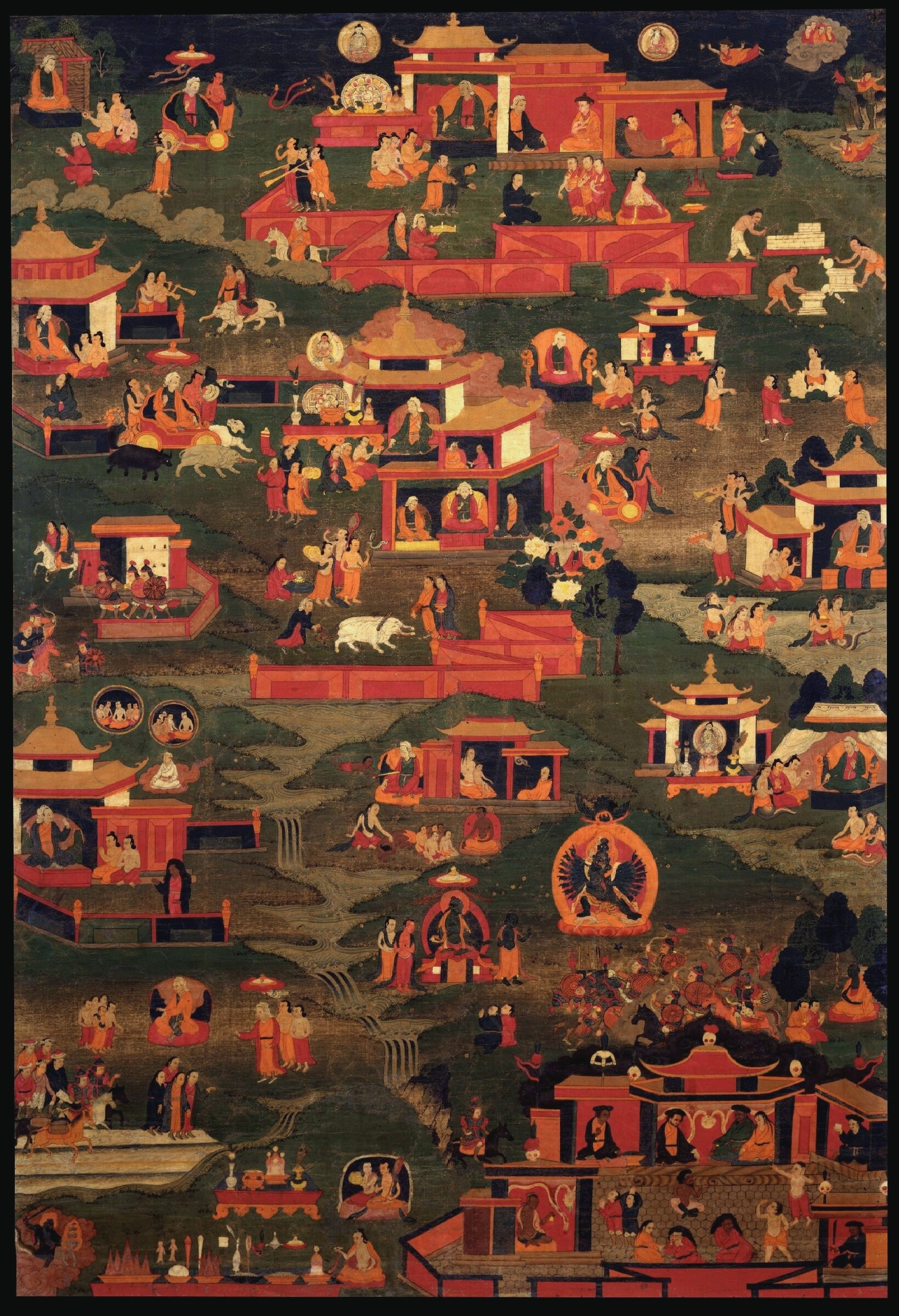
Tonpa Shenrabs livshistoria, målning från 1800-talet, utställd vid Rubin Museum of Art

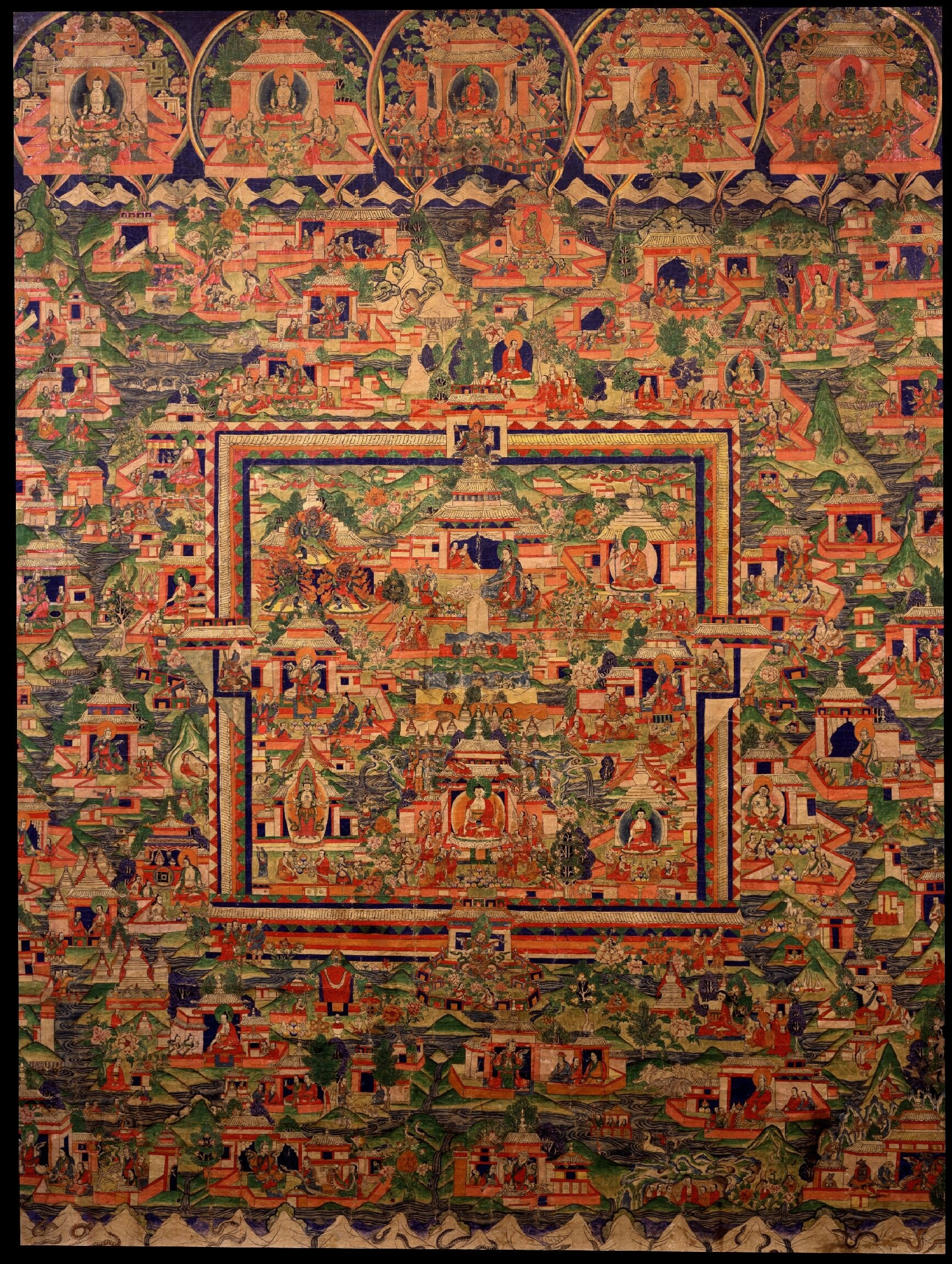
Tagzig Olmo Lung Ring, Tonpa Shenrabs mytologiska hemland, målning från 1800-talet, utställd vid Rubin Museum of Art

Tonpa Shenrab (Wylie: ston pa gshen rab "Lärare gShenrab") eller Shenrab Miwo, också kallad för "Buddhan Shenrab", "Guru Shenrab", och många andra saker, är grundaren av religionen bon.
[Shenrab Miwo] har en position som liknar Shakyamunis roll i buddhismen, men... vi har inga tillgängliga källor som kan etablera hans historia, levnadsdatum, ursprung, aktiviteter eller autenticiteten hos de enorma mängder böcker som tillskrivs honom eller tros vara hans egna ord.
Historien om Tonpa Shenrab kom i sin helhet från en gter ma från 1300-talet, upptäckt av tertönen Loden Nyingpo

## Etymologi
Namnet Shenrab Miwo är på Zhang-Zhung-språket, som är släkt med gammal tibetanska. Många teorier finns gällande vad namnet betyder, men det verkar som om namnet är en motsvarighet till ordet "bodhisattva".

## Shenrabs liv enligt bon
Enligt bons gter mor, kom Tonpa Shenrab före Shakyamuni Buddha. Tonpa Shenrab anses ha studerat bon i den mytologiska världen Tagzig Olmo Lung Ring. I slutet av sina studier ska han ha bett Shenlha Okar, barmhärtighetens gud, att få leda folket av världen till befrielse.
Likt Shakyamui, föddes Tonpa Shenrab i en adlig familj. Han avstod från alla sina ägodelar vid 31 års ålder och började söka vägen mot upplysning. Tonpa Shenrab omfamnade det asketiska livet, och spred läran om bon, och anses ha varit verksam vid berget Kailash.
Historier om Tonpa Shenrabs liv finns i tre primära källor, Dondü (Wylie-translitterering: mdo 'dus), Zermik (Wylie: gzer mig), och Ziji (Wylie: gzi brjid). Den första och andra av dessa anses vara gter mor upptäckta av tertöner under 900-talet och 1000-talet; den tredje är del av en muntligt bevarad tradition.

## Uppdelning av hans lära
De lärdomar som lärdes ut av Tonpa Shenrab kategoriseras på olika sätt. I en av de vanligaste kategoriseringarna är uppdelningen följande:
- Vitt vatten (chab dkar) talar om esoteriska läror
- Svart vatten (chab nag) berättar om bland annat magi, begravningsritualer, och diverse berättelser.
- Landet av Phan (phan yul) innehåller klosterregler och filosofi
- Gudomlig guide (dpon gsas) innefattar dzogchen-lärdomar
- Skatt (mtho thog) fungerar som en antologi för de huvudsakliga lärdomarna i ovanstående delar.

## De nio vägarna av bon
En annan uppdelning av hans lära är de nio vägarna av bon (bon theg pa rim dgu) som är:
- Vägen av förutsägelse (phyva gshen theg pa) talar bland annat om ritualer, förutsägelse och astrologi
- Vägen av den visuella världen (snang shen theg pa) beskriver det psykologiska universumet
- Vägen av illusion ('phrul gshen theg pa) förklarar riter som ska fördriva fientliga tulpor, varelser och energier
- Vägen av existens (srid gshen theg pa) förklarar begravnings- och dödsritualer.
- Vägen av en lekman (dge bsnyen theg pa) innehåller de tio principerna för gynnsam aktivitet
- Vägen av en munk (drang song theg pa) innehåller regler för munkar
- Vägen av det ursprungliga ljudet (a dkar theg pa) kartlägger integrationen av en avancerad utövare i mandalan av den högsta upplysningen.
- Vägen av den ursprungliga shen (ye gshen theg pa) talar om riktlinjerna för att hitta en tantrisk mästare och de band som binder utövaren till sin tantriska mästare
- Vägen av det ojämförliga naturliga tillståndet (bl.a. med theg pa) eller "vägen av dzogchen"

De nio vägarna kan kategoriseras in i tre kategorier:
- Lättvindiga vägar (rgyu'i theg pa) avser de första fyra vägarna
- Vägen av resultat ('bras bu'i theg pa) avser den femte till den åttonde vägen
- Den oövervinnerliga vägen eller Vägen av Dzogchen (khyad par chen po'i theg pa eller rdzogs pa chen po förkortat till rdzogs chen) är den nionde vägen.

## Aspekter av Shenrab Miwoche
Shrenrab Miwoche sägs ha tre aspekter eller former, som konceptuellt är identiska till de som återfinns inom mahayanabuddhismens koncept trikaya.

## Fotnoter
Den här artikeln är helt eller delvis baserad på material från engelskspråkiga Wikipedia.
1. ↑  Karmey, Samten G. (1975). A General Introduction to the History and Doctrines of Bon, s. 175-176. Memoirs of the Research Department of the Toyo Bunko, No. 33. Tokyo.
2. ↑  Schaik, Sam van. Tibet: A History. Yale University Press 2011, s. 99-100.
3. ↑  Hummel, Sigbert (1992). ”gShen”. Bulletin of Tibetology (Gangtok, Sikkim, India: Namgyal Institute of Tibetology) 28 (3):  sid. 5–8.
4. 1 2  Five Lineages of Tibet Arkiverad 7 april 2016 hämtat från the Wayback Machine. (Läst: January 31, 2008)